# Ototoxicidad
La ototoxicidad es el efecto nocivo, reversible o irreversible, producido sobre el oído por diversas sustancias denominadas ototóxicos y que afectarán a la audición o al equilibrio. De esta definición se excluyen las sustancias que actúan a través de la circulación sanguínea cerebral o de los mecanismos centrales de la audición, que se consideran sustancias neurotóxicas y no ototóxicas.
El oído se divide en tres partes: oído externo, oído medio y oído interno, siendo este último atacado por los compuestos ototóxicos de forma muy específica. Concretamente, la cóclea contiene los receptores sensitivos para la audición y el aparato vestibular es el responsable del equilibrio.

## Principales ototóxicos

### Fármacos
Las principales sustancias ototóxicas son fármacos, de entre los que destacan:

#### AINEs
Los antiinflamatorios no esteroideos son fármacos que inhiben la síntesis de prostaglandinas al inhibir las isoformas de la ciclooxigenasa, impidiendo así el desarrollo de las reacciones inflamatorias.
Dentro de esta gran familia, el principal fármaco ototóxico es el ácido acetilsalicílico. Entre sus acciones se encuentra la analgésica, la antitérmica, la antiinflamatoria y la acción antiagregante plaquetaria. Existen referencias de pérdida auditiva unilateral de aparición repentina debida a hemorragias en el laberinto del oído interno en pacientes tratados con ácido acetilsalicílico por su efecto antiagregante plaquetario. Además, dosis altas de este fármaco pueden producir acúfenos (zumbido en los oídos) y otras alteraciones auditivas.

#### Aminoglucósidos
Los aminoglucósidos son antibióticos bactericidas útiles en el tratamiento de infecciones graves producidas por bacterias gramnegativas aerobias. Para alcanzar un efecto sistémico es necesaria su administración parenteral, con las consiguientes limitaciones derivadas de su toxicidad.
Los aminoglucósidos alcanzan elevadas concentraciones en la endolinfa y perilinfa del oído interno, destruyendo las células ciliadas del órgano de Corti y de los canales semicirculares. La toxicidad coclear se manifiesta por sordera, mientras que la toxicidad vestibular produce vértigos. El riesgo y la gravedad de los efectos ototóxicos dependerán de la dosis y de la duración del tratamiento, siendo mayor el riesgo a dosis altas y en tratamientos prolongados. Otros factores que pueden afectar a la toxicidad serán la función renal del paciente, las sinergias con otros fármacos ototóxicos y la existencia de lesiones óticas previas. La monitorización de los niveles plasmáticos del fármaco puede ayudar a disminuir la incidencia de la ototoxicidad.
El riesgo de ototoxicidad es mayor con la neomicina que con los demás aminoglucósidos. La estreptomicina y la gentamicina afectan principalmente a la función vestibular, mientras que la neomicina, la kanamicina y la amikacina son más tóxicas en la zona coclear.

#### Cisplatino
El cisplatino es un fármaco utilizado en quimioterapia para el tratamiento de varios tipos de cáncer. Es un complejo basado en el platino que reacciona in vivo, uniéndose al DNA y provocando la apoptosis (muerte) celular. La ototoxicidad, más común en niños, se produce por la lisis (muerte) de las neuronas de la cóclea.
Este efecto tóxico se observó en un alto porcentaje de pacientes tratados con cisplatino o sus análogos, manifestándose con tinnitus y/o pérdida unilateral o bilateral de la audición. A dosis bajas el tinnitus que aparece es reversible.
La pérdida de la audición es progresiva, dosis dependiente y está condicionada por otros factores como la edad, la función renal y la presencia de una lesión ótica previa. No existe ningún tratamiento efectivo para prevenir este efecto secundario de gran trascendencia.

#### Diuréticos del asa
Los diuréticos del asa son un grupo de fármacos inhibidores del cotransportador Na+/K+/2Cl- en la rama ascendente del asa de Henle, en los túbulos renales.
La ototoxicidad es uno de los efectos adversos de estos fármacos. El ácido etacrínico presenta esta toxicidad muy frecuentemente, aunque los demás fármacos de la familia, como la furosemida, también pueden provocar ototoxicidad, en mayor medida si son utilizados a dosis elevadas y administrados por vía parenteral. La toxicidad a nivel del oído se incrementará con la administración concomitante de otros fármacos ototóxicos.

#### Eritromicina
La eritromicina es un antibiótico de la familia de los macrólidos. Se asocia a ototoxicidad en cualquier forma farmacéutica y vía de administración; puede provocar sordera neurosensorial de diferente grado como efecto indeseable. Generalmente, este efecto ototóxico es reversible, desapareciendo una vez suspendido el tratamiento.
Puede aparecer tinnitus e incluso toxicidad vestibular, siempre relacionado con la dosis y con las concentraciones séricas. Se observa una mayor frecuencia de los efectos tóxicos en pacientes con insuficiencia renal o hepática, de edad avanzada o de género femenino, en los que aparecen a dosis inferiores. Otros análogos a la eritromicina son ototóxicos a dosis elevadas y en tratamientos prolongados.

#### Quinina
La quinina es un alcaloide con propiedades antipiréticas, antipalúdicas y analgésicas. No está comercializada en España pero se importa del extranjero para el tratamiento de la malaria.
Su efecto ototóxico puede ser permanente, especialmente a dosis altas y en tratamientos prolongados, aunque puede aparecer también a dosis terapéuticas. Produce una disminución significativa pero transitoria de la audición a nivel coclear, debido a una disfunción temporal en las células ciliadas externas. Su administración vía parenteral puede tener como principal efecto adverso el síndrome del cinconismo (tinnitus, pérdida auditiva tempora, náuseas y vómitos). También se demostró la aparición de sordera materna o fetal en intentos abortivos.
La quinina aumenta la contracción muscular, por lo que induce respuestas móviles en las estructuras contráctiles de las células ciliadas externas de la cóclea, lo que podría explicar que la pérdida de audición sea reversible.

#### Mefloquina
La mefloquina, también conocida como 4-quinolinometanol, es un agente esquizonticida sanguíneo, englobado dentro de los fármacos antipalúdicos.
Entre sus efectos secundarios se encuentran alteraciones del equilibrio derivados de la toxicidad en el órgano vestibular. No se encontraron evidencias claras del efecto ototóxico aunque se recomienda no administrar a pacientes con alguna otra patología auditiva previa.

#### Vancomicina
La vancomicina es un antibiótico glucopeptídico con efecto bactericida muy efectivo contra bacterias grampositivas y algo menos contra gramnegativas.
Posee un destacable efecto ototóxico, ya que incluso a dosis terapéuticas puede aparecer sordera que, en la mayor parte de los casos, desaparece al suspender el tratamiento. Hay que poner especial atención a su uso y nunca asociar la vancomicina con otros fármacos ototóxicos. Dada su toxicidad, su uso clínico está limitado.

### Otros ototóxicos
Una gran variedad de sustancias tienen capacidad para lesionar el oído además de los fármacos. Entre estas sustancias se encuentran:
- Metales pesados como el mercurio, que puede producir la muerte de las neuronas cocleares.[1]
- Compuestos oxidantes como bromatos, cloratos y cromatos, que producen sordera irreversible pero sin afectar a la función vestibular.[1]
- Disolventes orgánicos como el tolueno, estireno, xileno, que producen lesiones en la cóclea cuando son absorbidos en dosis altas, como en los casos de personas que inhalan pegamentos.[1][15]
- Compuestos orgánicos volátiles como el n-hexano y el etilbenceno.[16]

## Tratamiento
No existe un tratamiento específico disponible. Si bien la toxicidad de algunos ototóxicos es reversible, se recomienda vigilar la administración de fármacos ototóxicos y suspender el tratamiento si es necesario. Por otra parte, se debe evitar la exposición a los compuestos ototóxicos de origen no farmacológico.